# Давай ещё, Тед
«Давай ещё Тед» (англ. Better Off Ted) — американский комедийный телесериал, показ которого стартовал 18 марта 2009 года на канале ABC. Действие сериала происходит в вымышленной компании «Веридиан Дайнэмикс» (англ. Veridian Dynamics) и описывает абсурдные ситуации, возникающие в крупной фирме. Повествование ведется от имени главного героя, Теда Криспа.

## Первый сезон: 2009
- Pilot (пилотная серия вышла 18 марта 2009 года)
- Heroes
- Through Rose Colored HAZMAT Suits
- Racial Sensitivity
- Win Some, Dose Some
- Goodbye, Mr. Chips
- Get Happy
- You Are the Boss of Me
- Bioshuffle
- Trust and Consequence
- Father, Can You Hair Me?
- Jabberwocky
- Secrets and Lives

## Второй сезон: 2009
- Love Blurts
- The Lawyer, the Lemur and the Little Listener
- Battle of the Bulbs
- It’s Nothing Business, It’s Just Personal
- The Great Repression
- Beating a Dead Workforce
- Change We Can’t Believe In
- The Impertence of Communicationizing
- The Long and Winding High Road
- Lust in Translation
- Mess of a Salesman